# Vanguardia Bicentenaria Republicana
Vanguardia Bicentenaria Republicana (VBR) es un partido político venezolano de ideología bolivariana fundado en el año 2011. 
En la actualidad no está habilitado para participar en elecciones.

## Ideología
El partido se inspira en el ideario político del Libertador Simón Bolívar, y considera que el Discurso de Angostura es el Estamento Constituyente de la República de  Colombia: Gran Colombia, preámbulo de la unidad continental de los pueblos de la América Latina de hoy, así como el llamado a la Ética Republicana: el poder moral, legado bolivariano para el pueblo en la lucha por conquistar y mantener una sociedad democrática, participativa y protagónica, para consolidar los valores de la libertad, la independencia, la paz, la solidaridad, el bien común, la integridad territorial, la convivencia y el imperio de la ley para esta y las futuras generaciones.

## Objetivos
El propósito fundamental del movimiento Vanguardia Bicentenaria Republicana, es la unidad de los venezolanos en torno a un proyecto de país basado en los ideales de Simón Bolívar, Simón Rodríguez, Ezequiel Zamora  y en las experiencias geopolíticas comparadas, alternativas al neoliberalismo.

## Participación electoral

### Elecciones municipales de 2013
En las elecciones municipales de 2013, Vanguardia Bicentenaria Republicana logró posicionarse como la tercera tarjeta más votada en Venezuela, con un total de 176.654 votos, después del PSUV y la MUD. En esta elección el partido aportó la mayor cantidad de votos para Jorge Rodríguez Galviz, quien resultó reelecto como alcalde del Distrito Metropolitano Alto Apure y logró la victoria en cuatro alcaldías:
- Luis Parrillo en el municipio Sucre de Trujillo,
- Edgard Guzmán en el municipio Casacoima de Delta Amacuro,
- Ramón Gómez en el municipio Buroz de Miranda,
- Omar Álvarez en el municipio El Socorro de Guárico.[1]

## Diputados a la Asamblea Nacional
| Diputado            | Estado que representa |
| ------------------- | --------------------- |
| Sandra D'Amelio (E) | Falcón                |

Nota: (E) = Diputado suplente en calidad de encargado.